# 물영양
물영양(학명: Kobus ellipsiprymnus)은 물영양속에 속하는 영양의 일종이다. "워터벅" 이라고도 한다. 몸길이는 177-235cm, 뿔 길이는 55-99cm, 키는 120-136cm, 몸무게는 180-270kg 가량이다. 황갈색의 털을 가지고 있으며 목 둘레에는 뻣뻣한 광택있는 털이 갈기 모양으로 있다. 둔부에는 꼬리를 둘러싼 흰 고리 모양의 띠가 있다. 수컷만 가지고 있는 뿔은 반달 모양으로 굽어 있으며, 20마리 정도가 모여 떼를 지어 생활한다. 헤엄을 잘 치며 야행성이다. 수명은 15년 정도이며, 사하라 사막 이남의 아프리카 대륙 전역에 서식한다. 천적은 사자, 표범, 하이에나, 나일악어 다. 그러나 사자 등의 천적이 나타나면 땀샘에서 분비되는 분비물을 내뿜어서 육질의맛을 떨어뜨려 포식자가 다른먹이를 찾게된다.

## 대한민국 내 보유 현황
비인기 종이어서 관심 필요종이었고 대한민국에선 서울대공원에 유일하게 전시했었다. 개원 초기 기린들과 스프링복들과 같이 살다가 스프링복들을 떠나보내며 하나둘 줄고 2017년엔 2001년 2월생(그해 8월 도입되었다) 암컷 한 마리만 남았다가 암컷도 2019년 10월 3일에 노령으로 페사했다.
참고로 2016년쯤에 서울대공원에서 물영양의 소개글에 물영양의 폐사를 암시하는 글이 있었는데, 소개글엔 '물영양이 노령이라 번식을 할 수 없다' 고 쓰였었다.